# Safflorit
Safflorit ist ein eher selten vorkommendes Mineral aus der Mineralklasse der „Sulfide und Sulfosalze“ (einschließlich Selenide, Telluride, Arsenide, Antimonide, Bismutide, Sulfarsenite, Sulfantimonite, Sulfbismuthite). Es kristallisiert im orthorhombischen Kristallsystem mit der chemischen Zusammensetzung CoAs2, ist also ein Cobalt-Arsenid.
Safflorit ist in jeder Form undurchsichtig (opak) und entwickelt nur kleine, prismatische Kristalle, die meist zu sternförmigen Drillingen mit quirlartigem Aussehen verwachsen ist (Quirlkies). Er kommt allerdings auch in faserigen, radialstrahligen Mineral-Aggregaten vor. Auch krustenartige Verwachsungen mit anderen Gangarten sowie derbe und dichte Massen sind bekannt. Frische Mineralproben haben eine zinnweiße Farbe und weisen auf den Oberflächen einen metallischen Glanz auf. An der Luft laufen diese allerdings mit der Zeit dunkelgrau an.

## Etymologie und Geschichte
Erstmals erwähnt wird das Mineral bereits 1817 im Mineral-System von Abraham Gottlob Werner, der den Weißen Speiskobold in eine faserige, dichte und gestrickte Varietät unterteilt. Eine nähere Beschreibung bezüglich Aussehen und Vorkommen fehlt jedoch. Im gleichen Jahr veröffentlicht allerdings auch August Breithaupt eine Neuauflage von Hoffmanns „Handbuch der Mineralogie“, in dem er unter der Bezeichnung Strahliger weisser Speiskobold eine ausführliche Beschreibung in Bezug auf Farbe, Kristallform und Bruchverhalten des Minerals und als Fundort die „Grube Daniel“ bei Neustädtel (Schneeberg) (Erzgebirge, Sachsen) abgibt. Mithilfe der Lötrohrprobe kann er zudem feststellen, dass der strahlige weiße Speiskobalt eine Verbindung aus Kobalt und Arsen sein muss. Eine genaue chemische Analyse nimmt jedoch erst Friedrich Stromeyer 1832 vor, der die chemische Zusammensetzung auf CoAs2 festlegen kann.
1835 ersetzt Breithaupt schließlich die bisherige Bezeichnung faseriger weisser Speiskobalt durch den bis heute gültigen Namen Safflorit, in Anlehnung an seinen Gebrauch als blaues Pigment zum Färben von Glas und Emaille, das aus Cobalterzen hergestellt und als Saflor bzw. Safflor bezeichnet wird (nicht zu verwechseln mit der ebenfalls als Saflor bezeichneten Färberdistel!). Nach Johann Albrecht Gesner (1744) leitet sich das deutsche Wort Saflor bzw. Safflor vom lateinischen sapphirus für den blauen Edelstein Saphir ab. Safflor wäre demnach eine Zusammensetzung aus sapphiri und color (= saphirfarben).

## Klassifikation
In der veralteten 8. Auflage der Mineralsystematik nach Strunz gehörte der Safflorit zur Mineralklasse der „Sulfide und Sulfosalze“ und dort zur Abteilung „Sulfide mit M : S < 1 : 1“, wo er gemeinsam mit Löllingit und Rammelsbergit sowie im Anhang mit Froodit und Pararammelsbergit in der „Löllingit-Reihe“ mit der Systemnummer II/C.08 steht.
In der zuletzt 2018 überarbeiteten Lapis-Systematik nach Stefan Weiß, die formal auf der alten Systematik von Karl Hugo Strunz in der 8. Auflage basiert, erhielt das Mineral die System- und Mineralnummer II/D.23-020. Dies entspricht der Klasse der „Sulfide und Sulfosalze“ und dort der Abteilung „Sulfide mit dem Stoffmengenverhältnis Metall : S,Se,Te < 1 : 1“, wo Safflorit zusammen mit Costibit, Löllingit, Nisbit, Oenit, Rammelsbergit und Seinäjokit die „Löllingitgruppe“ mit der Systemnummer II/D.23 bildet.
Die von der International Mineralogical Association (IMA) zuletzt 2009 aktualisierte 9. Auflage der Strunz’schen Mineralsystematik ordnet den Safflorit in die Klasse der „Sulfide und Sulfosalze (Sulfide, Selenide, Telluride, Arsenide, Antimonide, Bismutide, Sulfarsenide, Sulfantimonide, Sulfbismutide)“ und dort in die Abteilung „Metallsulfide mit M : S ≤ 1 : 2“ ein. Hier ist das Mineral in der Unterabteilung „M : S = 1 : 2, mit Fe, Co, Ni, PGE usw.“ zu finden, wo es zusammen mit Anduoit, Klinosafflorit, Löllingit, Nisbit, Omeiit und Rammelsbergit die „Löllingitgruppe“ mit der Systemnummer 2.EB.15a bildet.
In der vorwiegend im englischen Sprachraum gebräuchlichen Systematik der Minerale nach Dana hat Safflorit die System- und Mineralnummer 02.12.02.11. Das entspricht der Klasse der „Sulfide und Sulfosalze“ und dort der Abteilung „Sulfidminerale“. Hier findet er sich innerhalb der Unterabteilung „Sulfide – einschließlich Seleniden und Telluriden – mit der Zusammensetzung AmBnXp, mit (m+n):p=1:2“ in der „Markasitgruppe (Orthorhombisch: Pnnm)“, in der auch Markasit, Ferroselit, Frohbergit, Hastit, Mattagamit, Kullerudit, Omeiit, Anduoit, Löllingit, Seinäjokit, Rammelsbergit und Nisbit eingeordnet sind.

## Kristallstruktur
Safflorit kristallisiert orthorhombisch in der Raumgruppe Pnnm (Raumgruppen-Nr. 58) mit den Gitterparametern a = 5,17 Å; b = 5,95 Å und c = 3,00 Å sowie zwei Formeleinheiten pro Elementarzelle.

## Eigenschaften
Safflorit hat theoretisch einen Cobaltgehalt von 28,23 % bei einem Arsengehalt von 71,77 %. In natürlich entstandenem Safflorit ist allerdings durch Mischkristallbildung mit Löllingit (FeAs2) und/oder Rammelsbergit (NiAs2) stets ein geringer Anteil Cobalt durch Eisen (bis 15 %) bzw. Nickel diadoch ersetzt.
Vor dem Lötrohr auf der Kohle verflüchtigt sich das Mineral größtenteils unter starker Entwicklung von Arsenikdämpfen mit typischem Knoblauchgeruch. Zurück bleibt ein bräunlichschwarzes Oxid. Auch beim Zerschlagen von Saffloritproben tritt Arsengeruch auf.

## Modifikationen und Varietäten
Die Verbindung CoAs2 ist dimorph und kommt in der Natur neben dem orthorhombisch kristallisierenden Safflorit noch als monoklin kristallisierender Klinosafflorit vor.

## Bildung und Fundorte

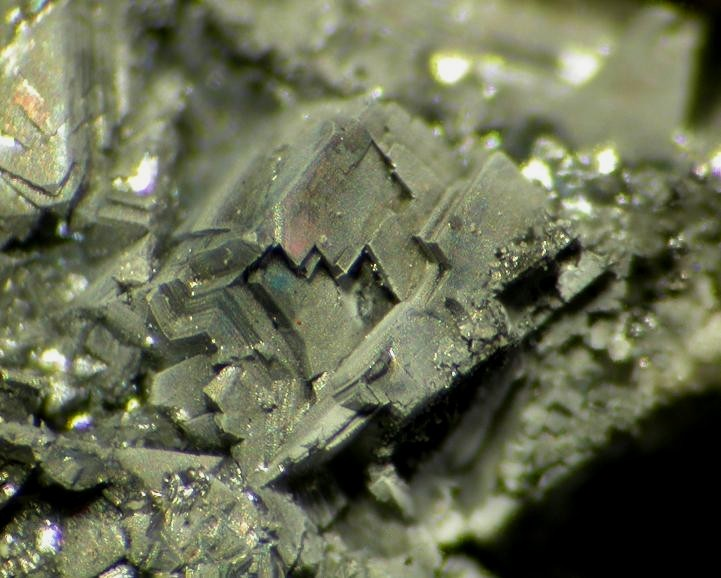
Saffloritkristalle aus Alberoda, Schlema-Hartenstein, Erzgebirge (Sichtfeld 8 mm)

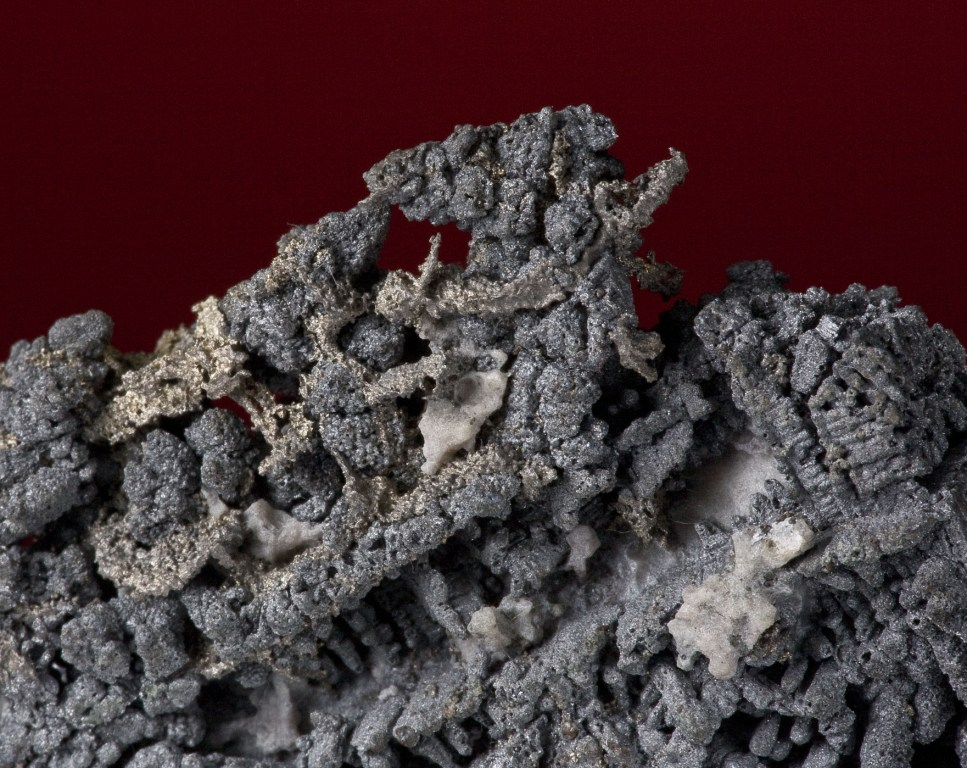
Safflorit (grau) und gediegen Silber aus der „Langis Mine“, Casey, Timiskaming District, Ontario, Kanada (Gesamtgröße der Probe: 8 × 5,5 × 2,5 cm)

Safflorit bildet sich hydrothermal auf mittelgradigen Gängen, wo er meist in Paragenese mit anderen Nickel- und Cobalt-Mineralen wie Löllingit, Nickelin, Rammelsbergit und Skutterudit auftritt. Daneben kann Safflorit auch mit gediegen Bismut und Silber vergesellschaftet sein. Durch langsame Verwitterung überzieht sich Safflorit allmählich mit einer rosafarbenen Kruste aus Erythrin (Kobaltblüte).
Als eher seltene Mineralbildung kann Safflorit an verschiedenen Fundorten zum Teil zwar reichlich vorhanden sein, insgesamt ist er aber wenig verbreitet. Bisher (Stand 2013) gelten rund 270 Fundorte als bekannt. Das Mineral jedoch wahrscheinlich viel häufiger anzutreffen, als allgemein angenommen wird. So besteht beispielsweise ein großer Teil des „Speiskobalts“ in verschiedenen, mineralogischen Sammlungen aus Safflorit.
Neben seiner Typlokalität „Grube Daniel“ trat Safflorit noch in vielen weiteren Gruben im Bergbaurevier Schneeberg bzw. allgemein im sächsischen Erzgebirge zutage. Weitere bekannte Fundorte in Deutschland sind unter anderem verschiedene Gruben bei Wittichen, Oberwolfach und anderen Orten im Schwarzwald in Baden-Württemberg; Wölsendorf in Bayern; mehrere Orte im hessischen Odenwald; das Bergbaugebiet Sankt Andreasberg und andere Orte im Harz von Niedersachsen bis Sachsen-Anhalt; die Grube Wilder Mann bei Müsen in Nordrhein-Westfalen; verschiedene Gruben bei Imsbach, die Uranlagerstätte bei Ellweiler und das Eisen/Blei-Bergwerk Fischbacher Werk bei Niederfischbach in Rheinland-Pfalz sowie die Uranlagerstätte bei Ronneburg, der Erztagebau Kamsdorf und die Cobaltlagerstätte bei Glücksbrunn in Thüringen.
Weit verbreitet ist Safflorit auch in der Region Cobalt-Gowganda im Timiskaming District in der kanadischen Provinz Ontario und im Gebiet um Bou Azzer (Bou Azer) in der marokkanischen Provinz Ouarzazate finden.
In Österreich konnte Safflorit unter anderem am Hüttenberger Erzberg in Kärnten, im Brunngrabenrevier der Kupferlagerstätte Schönberg nahe der Gemeinde Flatschach und an der Zinkwand im Tal des Obertalbachs (Schladminger Tauern) in der Steiermark sowie am Silberberg im Gemeindegebiet Brixlegg-Rattenberg und auf der Masner Alp nahe Landeck im Tiroler Inntal gefunden werden.
In der Schweiz kennt man das Mineral bisher nur aus dem Kanton Wallis, genauer aus den Bergwerken bei Ayer (Val d’Anniviers), Saint-Luc VS und Blüomatttälli.
Weitere Fundorte liegen unter anderem in Argentinien, Australien, Aserbaidschan, Bolivien, Brasilien, Chile, China, Ecuador, Frankreich, Griechenland, Iran, Italien, Japan, Kasachstan, Marokko, Mexiko, Norwegen, Polen, Rumänien, Russland, Schweden, der Slowakei, in Spanien, Südafrika, Tschechien, England im Vereinigten Königreich (UK) und in mehreren Bundesstaaten in den Vereinigten Staaten von Amerika (USA).
Auch in Gesteinsproben vom Ostpazifischen Rücken konnte Safflorit nachgewiesen werden.

## Verwendung
Safflorit dient untergeordnet neben anderen Cobalterzen als Rohstoff zur Gewinnung von Cobalt.